# Revolta d'Aissó
La Revolta d'Aissó fou un alçament armat que entre els anys 826 i 827 va enfrontar la noblesa autòctona de la Marca Hispànica liderada per Aissó i la noblesa franca arribada amb la conquesta carolíngia liderada per Bernat de Septimània, llavors comte de Barcelona i Girona.
La revolta actuà directament als comtats de Barcelona, Osona (sota el control de Bernat) i la Cerdanya (en mans del comte aragonès Asnar I Galí). Bernat i Asnar eren considerats usurpadors estrangers, i contra ells s'esgrimien els drets de sang que tenia Guillemó en ser el fill de l'antic comte Berà. La participació de tropes musulmanes en el conflicte va indicar una certa confluència d'interessos entre la població local hispano-romana-gòtica-musulmana i l'emirat de Còrdova, el qual lògicament era contrari als propòsits expansionistes de l'imperi franc.

## Antecedents
L'ocupació àrab de Catalunya fou efímera i els musulmans, dependents de Còrdova, estaven governats per valís o representants emirals. Els visigots legitimistes del poder de Toledo foren expulsats i els pro-sarraïns ocuparen el poder, però al segle ix, amb la conquesta carolíngia de Catalunya, els francs dugueren els seus propis comtes i marquesos, que eren els visigòtics expulsats, i reaparegueren els conflictes entre els pro-francs, que volen constituir un poder superior, i els pro-àrabs i els autòctons que s'hi negaren. Els francs establiren una sèrie de comtats que constituïen una marca: una franja de seguretat limitada per l'eix del Llobregat, que amb diverses fluctuacions, romangué definida amb la Conquesta de Barshiluna la primavera del 801. Aquest territori fou l'escenari continuat de ràtzies i conflictes.
La conquesta de Barcelona fou un objectiu dels magnats locals que aconseguiren el suport de Lluís el Pietós, el qual reclutà un exèrcit heterogeni amb un nombrós contingent aquità. La fidelitat dels gots fou recompensada amb el nomenament com a comte de Barcelona de Berà, un líder autòcton que després de la conquesta de Barcelona volia pactar la pau amb els musulmans per mantenir el nou statu quo. Aquesta intenció de tolerància, però, va acabar xocant amb les intencions dels barons francs de seguir la política de conquesta; i per aquest motiu Berà va acabar sent cessat de les seves atribucions comtals. A partir de llavors es va iniciar l'arribada de comtes estrangers allunyats dels interessos locals, i el bandejament dels líders autòctons.
El primer d'ells fou el franc Rampó, qui va durar poc i fou succeït per un jove i ambiciós prohom carolingi: Bernat de Septimània, qui confirmava la línia dura i forana al capdavant dels comtats de Barcelona, Girona i Osona. Fou llavors quan va començar la revolta d'Aissó (fill d'un antic valí de la Barcelona musulmana) que acabava de fugir d'Aquisgrà on havia estat confinat des del cessament de Berà el 820, i Guillemó, llavors comte de Rasès.

## La revolta d'Aissó i Guillemó
La revolta va començar quan Aissó, home de confiança de Berà, es va sublevar i diverses guarnicions del comtat d'Osona el seguiren, tret de la fortificació de Roda de Ter la qual fou destruïda. Des de l'àrea vigatana controlada per Aissó es produïren diverses ràtzies i operacions de càstig contra la Cerdanya, el Bages, i principalment el Vallès, així com la rodalia de Barcelona: van arrasar els pobles poc fortificats i destruïren nombroses viles i granges que encara perduraven des de l'època romana. Immediatament el fill de Berà, Guillemó, es va unir a la revolta i aglutinà gots i hispanii descontents amb l'ocupació franca. Altres barons de la Gòtia s'hi afegiren.
Bernat de Septimània va sol·licitar reforços a l'emperador, però aquesta petició no fou ben rebuda i tan sols es van trametre a la marca tres llegats: el ministre Elisachar, bisbe de Trèveris, i els comtes Hildebrand i Donat els quals havien d'estudiar la situació per adoptar les disposicions necessàries, especialment pel que feia a la defensa del Rosselló.
A inicis del 827, els revoltats van rebre l'ajut militar de l'emir de Còrdova Abd al-Rahman II, qui els va enviar tropes musulmanes que arribaren a Saraqusta el mes de maig liderades per Ubayd-Al·lah Abu-Marwan, comandant de la ràtzia de l'any 815. Juntament amb les tropes comtals de Guillemó i als contingents locals van emprendre els setges de Barcelona i de Girona. La poca paciència que van mostrar en l'intent de conquesta d'aquestes ciutats probablement significava que esperaven la complicitat dels seus habitants, però finalment aquesta no es va produir i ambdós setges fracassaren.
Commogut per la situació de la Marca, l'emperador demanà al seu propi fill Pipí I d'Aquitània i als comtes Hug de Tours i Matfrid d'Orléans, partidaris del primer ministre Vala de Corbie, que reclutaren un exèrcit, però aquests ho feren lentament per tal d'afeblir el comte Bernat, ja que aquest altre era partidari de l'emperadriu Judit de Baviera, oposada a Vala. El 27 de setembre les tropes comandades per Pipí i Oliba I de Carcassona es trobaven encara entre Tolosa i Carcassona, de manera que Bernat hagué de fer front ell sol als rebels amb l'únic suport del seu germà Gaucelm, i possiblement d'Asnar I Galí.
Abu Marwan i el seu exèrcit ja havien retornat a territori musulmà amb un gran botí abans que l'exèrcit franc de socors entrés als territoris de Bernat. Finalment els rebels abandonaren el país durant el 827 en direcció a Saraqusta: la revolta havia fracassat.
| «                                  | Quod ita factum esset, ni ducum desi-dia quos Francorum exercitui praefecerat tardius quam rerum nécessitas postulabat, is quemducebant ad marcam venisset exercitus. Quae tarditas in tantum noxia fuit ut Abumarvanvastatis Barcinonensium ac Gerundensium agris villisque incensis, cunctis en'am quae extraurbes invenerat direptis, cum incolomi exercitu Caesaraugustam se prius reciperet quam anostro exercitu vel videri potuisset | » |
| — Annales regni Francorum, any 826 | |   |

## Conseqüències

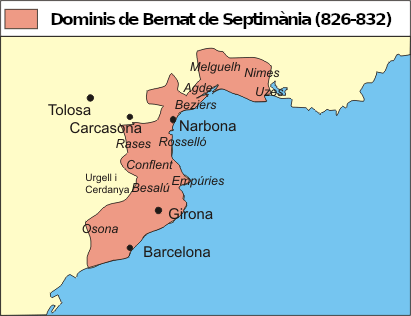
Dominis d'en Bernat de Septimània 826-832.

El gran triomfador del conflicte fou el comte Bernat, que rebé com a premi a la seva fidelitat a l'emperador la ciutat de Narbona i diversos comtats occitans, honors pels quals se'l titulà Duc de Septimània. Naturalment Guillemó, camí de l'exili amb la resta de revoltats, va perdre totes les seves possessions comtals. Hug de Tours i Matfrid d'Orléans foren condemnats a mort el febrer de 828 a l'assemblea d'Aquisgrà però perdonats gràcies a la influència del primer ministre Vala de Corbie a canvi de perdre les seves dignitats. No obstant això, posteriorment Bernat va ser destituït com a comte temporalment, però després de la mort de Berenguer de Tolosa i un cop reconciliat amb Carles II el Calb fou restituït.
A la cort franca l'actitud de Lluís el Pietós envers Vala canvià radicalment i uns mesos després fou separat del seu càrrec, que ocupà Bernat, ara Bernat de Septimània.
A casa nostra el fracàs de la revolta va significar el bandejament definitiu del bàndol local indigenista de Berà, i la victòria del bàndol franc assimilista de Bernat. El control carolingi dels comtat catalans per part dels francs continuà fins al nomenament del comte Guifré el Pilós (descomptant el breu interval del seu pare, el conflentí Sunifred I).
Pel que fa al territori on més s'havia notat la revolta, aquest havia quedat destruït i despoblat, i no es va recuperar fins que cinquanta anys després Guifré el Pilós n'incentivà el repoblament el 878. Eren les actuals comarques del Vallès Occidental, el Bages, Osona i el Berguedà.